# Buchanty

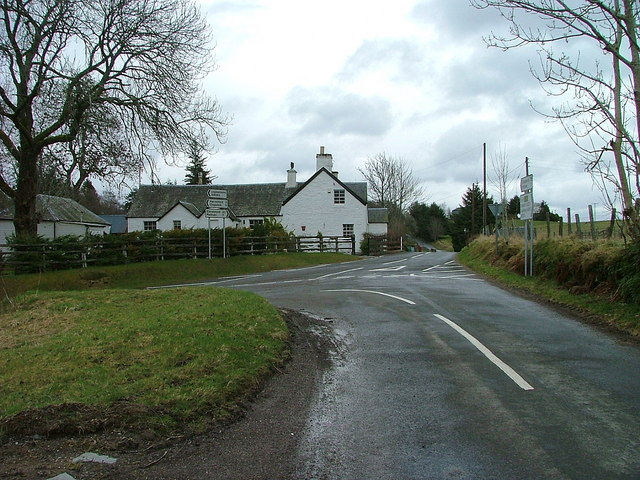
Blick von Westen auf Buchanty

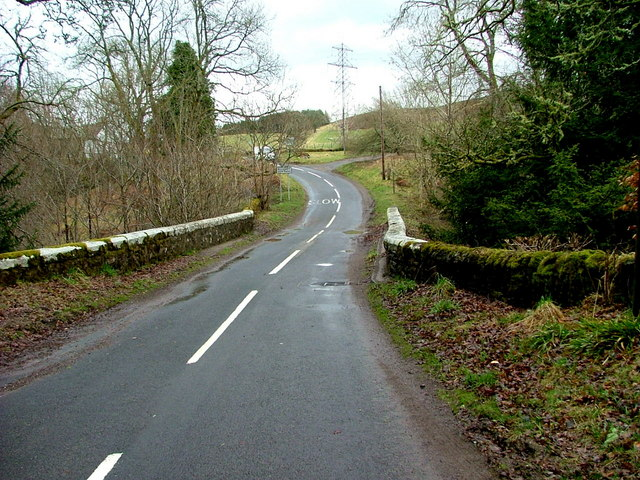
Blick von der Brücke auf den Ort

Buchanty ist eine kleine Ortschaft, die im Norden von Schottland nordwestlich von Perth in der Council Area Perth and Kinross liegt. Im Rahmen der historischen Gliederung Schottlands in Civil Parishes zählt es zu Fowlis Wester, das zu Perthshire gehörte.

## Geographie
Buchanty liegt im Glen Almond, dem Tal des unmittelbar nördlich des Ortes fließenden Almond. Die Landschaft ist hügelig, dünn besiedelt und durch die Landwirtschaft geprägt. Unter den wenigen Häusern des Ortes ist eine ehemalige Schule. Buchanty liegt an einer nachrangigen Straße, die es in südöstlicher Richtung mit Methven verbindet. Unmittelbar westlich des Ortes stößt sie auf die B8083, die nach Luncarty im Osten sowie nach Crieff im Westen führt.
Zum eigentlichen Buchanty kommen noch drei Bauernhöfe: Easter Buchanty im Osten, South Buchanty im Süden sowie West Buchanty im Westen.

## Historisch Bedeutsames
In Buchanty steht ein Bauwerk, das 1971 als Listed Building der Kategorie B ausgewiesen wurde. Es ist die Brücke Bridge of Buchanty.